# الخرابة (ردمان)

تعديل مصدري - تعديل

الخرابة هي إحدى قرى عزلة ال بقش بمديرية ردمان التابعة لمحافظة البيضاء، بلغ تعداد سكانها 203 نسمة حسب تعداد اليمن لعام 2004.